# Hister barkeri
Hister barkeri är en skalbaggsart som beskrevs av Desbordes 1912. Hister barkeri ingår i släktet Hister och familjen stumpbaggar. Inga underarter finns listade i Catalogue of Life.